# アレクサンドル・コスタケ
アレクサンドル・シルヴィウ・コスタケ（Alexandru Silviu Costache 、1999年10月10日 - ）は、ルーマニア・ブカレスト出身のプロサッカー選手。コンコルディア・キアジナ所属。ポジションは、ゴールキーパー。